# Šaldovo náměstí
Šaldovo náměstí je náměstí a významná dopravní křižovatka v Liberci, v části Staré Město.
Náměstí se nachází v horní části libereckého centra. Ústí do něj pět ulic (Sokolská, 5. května, Husova, Jablonecká a Palachova) z celkem šesti směrů, což z něj dělá důležitou dopravní křižovatku, řízenou světelnou signalizací. Právě ta tvoří většinu prostoru náměstí. Náměstím prochází také jedna z libereckých tramvajových tratí. Stejnojmenná zastávka městské hromadné dopravy se pro většinu autobusů i tramvají nachází v přilehlé ulici Palachova, pro menší část autobusů pak v ulici Jablonecká.
Náměstí je ohraničeno několika významnými městskými objekty, jako je hotel Liberec či obchodní centrum Plaza. Na jednom ze zdejších domů je umístěno výtvarné dílo nazvané Holubice míru, tvořené neonovou plastikou holubice a nápisem Mír národům celého světa. Dílo pocházející ze sedmdesátých let 20. století se v druhé dekádě 21. století stalo předmětem debat, o tom, zda má být odstraněno, nakonec však bylo zrenovováno a znovu nasvíceno.

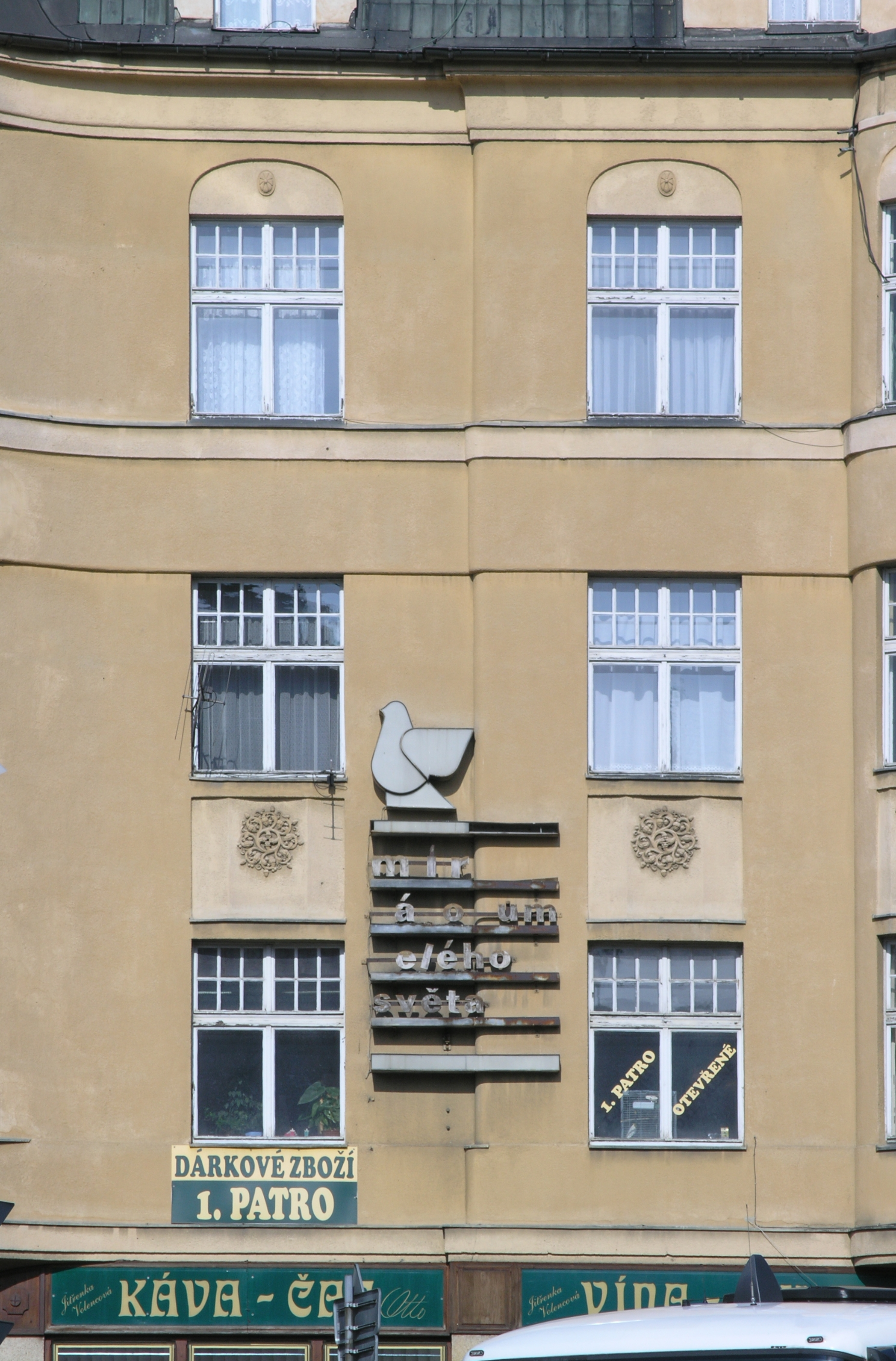
Mír národům celého světa před rekonstrukcí (asi 2010)

V roce 2018 bylo náměstí jednou z libereckých lokalit, kde Státní zdravotní ústav prováděl měření ovzduší. Výsledky prokázaly, že vliv dopravy má významný vliv na jeho kvalitu. V horizontu několika let je v plánu rekonstrukce křižovatky, která si vyžádá velké uzavírky. Vedení radnice uvažuje i o tom, že by náměstí v budoucnu pro auta úplně uzavřelo.

## Pojmenování
- Gablonzer Platz / Jablonecké náměstí (1916–1938) – podle nedalekého Jablonce nad Nisou
- Dr.-Goebbels-Platz (1938–1945) – podle nacistického politika Josepha Goebbelse
- náměstí F. X. Šaldy (1945–1997) – podle libereckého rodáka, literárního kritika Františka Xavera Šaldy
- Šaldovo náměstí (od roku 1997)[5]